# Séries de divisions de la Ligue nationale de baseball 2009
Les Séries de divisions de la Ligue nationale de baseball 2009 sont deux séries éliminatoires de première ronde dans les Ligues majeures de baseball. Elles mèneront à la Série de championnat de la Ligue nationale, puis à la Série mondiale 2009. 
Les Séries de divisions sont constituées de deux séries trois de cinq, opposant les champions des trois divisions de la Ligue nationale de baseball ainsi qu'une équipe qualifiée comme meilleure deuxième. 
En 2009, cette ronde éliminatoire a débuté le mercredi 7 octobre et s'est terminée le lundi 12 octobre au plus tard. Les Dodgers de Los Angeles et les Phillies de Philadelphie se qualifièrent pour la Série de championnat.

## Dodgers de Los Angeles vs. Cardinals de Saint-Louis
Avec 95 victoires contre 67 défaites, les Dodgers de Los Angeles ont conservé le meilleur dossier de la Ligue nationale en saison régulière, remportant pour la deuxième année de suite le championnat de la division Ouest, où ils ont devancé par trois parties les Rockies du Colorado. L'équipe californienne avait été éliminée en Série de championnat en 2008.
Après deux années d'absence en séries, les Cardinals de Saint-Louis se sont qualifiés en décrochant le premier rang de la division Centrale avec 91 victoires et 71 défaites, ravissant le titre aux Cubs de Chicago qui terminèrent loin derrière en seconde place. Les Cardinals jouent du baseball d'après-saison pour la première fois depuis leur victoire en Série mondiale 2006.
En saison régulière 2009, Saint-Louis a remporté 5 de ses 7 affrontements contre Los Angeles.

### Calendrier des rencontres
| Match | Date       | Visiteur                 | Hôte                     | Score |
| ----- | ---------- | ------------------------ | ------------------------ | ----- |
| 1     | 7 octobre  | Cardinals de Saint-Louis | Dodgers de Los Angeles   | 3 - 5 |
| 2     | 8 octobre  | Cardinals de Saint-Louis | Dodgers de Los Angeles   | 2 - 3 |
| 3     | 10 octobre | Dodgers de Los Angeles   | Cardinals de Saint-Louis | 5 - 1 |

### Match 1
Mercredi 7 octobre 2009 au Dodger Stadium, Los Angeles, Californie.
| Cardinals de Saint-Louis | 1 | 0 | 0 | 1 | 0 | 0 | 0 | 0 | 1 | 3 | 11 | 0 |
| Dodgers de Los Angeles | 2 | 0 | 1 | 0 | 1 | 1 | 0 | 0 | X | 5 | 12 | 0 |
| Lanceurs partants : STL : Chris Carpenter LA : Randy Wolf Vic. : Jeff Weaver (1-0) Déf. : Chris Carpenter (0-1) Sauv. : Jonathan Broxton (1) HRs: LA : Matt Kemp (1) |   |   |   |   |   |   |   |   |   |   |    |   |

Avec un circuit de deux points, Matt Kemp donna le ton à cette victoire des Dodgers, 5-3. Ce match fut marqué par de nombreuses occasions ratées : les deux clubs établirent en effet une nouvelle marque des séries éliminatoires pour un match de 9 manches en laissant 30 coureurs sur les sentiers, pulvérisant l'ancienne marque de 22 répétée quatre fois.

### Match 2
Jeudi 8 octobre 2009 au Dodger Stadium, Los Angeles, Californie.
| Cardinals de Saint-Louis | 0 | 1 | 0 | 0 | 0 | 0 | 1 | 0 | 0 | 2 | 10 | 1 |
| Dodgers de Los Angeles | 0 | 0 | 0 | 1 | 0 | 0 | 0 | 0 | 2 | 3 | 5  | 0 |
| Lanceurs partants : STL : Adam Wainwright LA : Clayton Kershaw Vic. : George Sherrill (1-0) Déf. : Ryan Franklin (0-1) HRs : STL : Matt Holliday (1) LA : Andre Ethier (1) |   |   |   |   |   |   |   |   |   |   |    |   |

Les Cardinals ont pu compter sur une solide performance du lanceur Adam Wainwright, qui n'accorda qu'un point en 8 manches lancées. Saint-Louis prit les devants 2-1 en 7e manche sur un double de la recrue Colby Rasmus. Cependant, il fut retiré en tentant d'étirer son double en triple. Avec un fragile avance d'un point en 9e manche, Matt Holliday, qui avait cogné un circuit plus tôt dans le match, échappa une balle frappée par James Loney qui aurait dû être le dernier retrait de la partie. Cette erreur après deux retraits ouvrit la porte aux Dodgers qui effectuèrent une remontée de deux points couronnée par un coup sûr de Mark Loretta aux dépens du lanceur Ryan Franklin. Los Angeles l'emporta 3-2 pour prendre une avance de 2-0 dans la série.

### Match 3
Samedi 10 octobre 2009 au Busch Stadium, Saint-Louis, Missouri.
| Dodgers de Los Angeles | 1 | 0 | 2 | 1 | 0 | 0 | 1 | 0 | 0 | 5 | 12 | 0 |
| Cardinals de Saint-Louis | 0 | 0 | 0 | 0 | 0 | 0 | 0 | 1 | 0 | 1 | 6  | 1 |
| Lanceurs partants : LA : Adam Wainwright STL : Clayton Kershaw Vic. : Vicente Padilla (1-0) Déf. : Joel Pineiro (0-1) HRs: STL : Andre Ethier (2) |   |   |   |   |   |   |   |   |   |   |    |   |

## Phillies de Philadelphie vs. Rockies du Colorado
Champions de la Ligue nationale et champions en titre du baseball majeur grâce à leur victoire en Série mondiale 2008, les Phillies de Philadelphie ont remporté pour la 3e année de suite le titre de la division Est, cette fois avec beaucoup moins d'opposition que les deux années précédentes. Leur fiche en saison régulière fut de 93 victoires et 69 défaites. Ils ont terminé six parties devant les Marlins de la Floride et sept devant les Braves d'Atlanta dans l'Est.
Après une décevante saison 2008, les Rockies du Colorado se sont qualifiés en 2009 pour les éliminatoires en qualité de meilleur deuxième de la Ligue nationale. Après un début de saison difficile, marqué par le congédiement le 29 mai de leur manager Clint Hurdle, ils ont terminé la campagne avec 92 gains contre 70 défaites et coiffé leurs rivaux de division, les Giants de San Francisco, dans la course au quatrième as. Les Rockies avaient atteint la Série mondiale en 2007.
En saison régulière 2009, Phillies et Rockies se sont affrontés en six occasions, Philadelphie l'emportant quatre fois. 

### Calendrier des rencontres
| Match | Date       | Visiteur                 | Hôte                     | Score |
| ----- | ---------- | ------------------------ | ------------------------ | ----- |
| 1     | 7 octobre  | Rockies du Colorado      | Phillies de Philadelphie | 1 - 5 |
| 2     | 8 octobre  | Rockies du Colorado      | Phillies de Philadelphie | 5 - 4 |
| 3     | 11 octobre | Phillies de Philadelphie | Rockies du Colorado      | 6 - 5 |
| 4     | 12 octobre | Phillies de Philadelphie | Rockies du Colorado      | 5 - 4 |

### Match 1
Mercredi 7 octobre 2009 au Citizens Bank Park, Philadelphie,Pennsylvanie.
| Rockies du Colorado                                                                                         | 0 | 0 | 0 | 0 | 0 | 0 | 0 | 0 | 1 | 1 | 6  | 1 |
| Phillies de Philadelphie                                                                                    | 0 | 0 | 0 | 0 | 2 | 3 | 0 | 0 | X | 5 | 12 | 0 |
| Lanceurs partants : COL : Ubaldo Jimenez PHI : Cliff Lee Vic. : Cliff Lee (1-0) Déf. : Ubaldo Jimenez (0-1) |   |   |   |   |   |   |   |   |   |   |    |   |

Le manager des Phillies, Charlie Manuel, confia la balle à Cliff Lee pour ce premier match plutôt qu'au héros des séries 2008, Cole Hamels. À sa première partie éliminatoire en carrière, Lee lança un match complet, n'accordant un point aux Rockies qu'en 9e manche. En offensive, Lee vola même un but. Raul Ibanez produisit deux points dans ce gain de 5-1 des Phillies.

### Match 2
Jeudi 8 octobre 2009 au Citizens Bank Park, Philadelphie,Pennsylvanie.
| Rockies du Colorado | 1 | 0 | 0 | 2 | 1 | 0 | 1 | 0 | 0 | 5 | 9  | 1 |
| Phillies de Philadelphie | 0 | 0 | 0 | 0 | 0 | 3 | 0 | 1 | 0 | 4 | 11 | 0 |
| Lanceurs partants : COL : Aaron Cook PHI : Cole Hamels Vic. : Aaron Cook (1-0) Déf. : Cole Hamels (0-1) Sauv. : Huston Street (1) HRs : COL : Yorvit Torrealba (1) PHI : Jayson Werth (1) |   |   |   |   |   |   |   |   |   |   |    |   |

Le receveur Yorvit Torrealba, qui ne comptait que 38 circuits en 9 saisons dans les majeures, mena l'attaque des Rockies avec deux coups sûrs en trois et une claque de deux points en 4e manche. Au monticule, Huston Street sut se tirer d'affaire avec deux coureurs sur les buts en fin de 9e et protégea la victoire de 5-4 du Colorado.

### Match 3
Dimanche 11 octobre 2009 au Coors Field, Denver, Colorado.
| Phillies de Philadelphie | 1 | 0 | 0 | 3 | 0 | 1 | 0 | 0 | 1 | 6 | 8  | 0 |
| Rockies du Colorado | 2 | 0 | 1 | 1 | 0 | 0 | 1 | 0 | 0 | 5 | 10 | 0 |
| Lanceurs partants : PHI : J.A. Happ COL : Jason Hammel Vic. : Chad Durbin (1-0) Déf. : Huston Street (0-1) Sauv. : Brad Lidge (1) HRs : PHI : Chase Utley (1) COL : Carlos Gonzalez (1) |   |   |   |   |   |   |   |   |   |   |    |   |

Le troisième match, originellement prévu pour le 10 octobre, a été différé d'une journée en raison de la neige et du temps exceptionnellement froid à Denver. Ce jour de congé supplémentaire amena les Phillies à revenir sur le choix du vétéran Pedro Martinez comme lanceur partant du match #3, préférant opposer la recrue J.A. Happ au lanceur des Rockies Jason Hammel.  Ryan Howard procura à Philadelphie une victoire de 6-5 avec un ballon-sacrifice réussi en début de 9e manche. Le releveur Brad Lidge, qui avait mené les Ligues majeures avec 11 sabotages durant la saison régulière, réussit à préserver l'avance d'un point de son équipe pour le sauvetage, et ce malgré deux buts-sur-balles accordés.

### Match 4
Lundi 12 octobre 2009 au Coors Field, Denver, Colorado.
| Phillies de Philadelphie | 1 | 0 | 0 | 0 | 0 | 1 | 0 | 0 | 3 | 5 | 9 | 2 |
| Rockies du Colorado | 0 | 0 | 0 | 0 | 0 | 1 | 0 | 3 | 0 | 4 | 9 | 0 |
| Lanceurs partants : PHI : Cliff Lee COL : Ubaldo Jimenez Vic. : Ryan Madson (1-0) Déf. : Huston Street (0-2) Sauv. : Brad Lidge (2) HRs : PHI : Shane Victorino (1), Jayson Werth (2) |   |   |   |   |   |   |   |   |   |   |   |   |

Après une solide performance de Cliff Lee, leur lanceur partant, les Phillies échappèrent en 8e manche leur avance de 2-1, lorsqu'une erreur du joueur d'arrêt-court Jimmy Rollins ouvrit la porte à une poussée de trois points, dont deux non mérités, des Rockies. Mais en début de 9e manche, Philadelphia un deuxième soir de suite d'une mauvaise sortie de Huston Street en marquant 3 points, dont celui de la victoire produit par un coup sûr de Jayson Werth, auteur de son 2e circuit de la série plus tôt dans le match. Brad Lidge effectua le dernier retrait en fin de 9e pour son deuxième sauvetage de suite.